# Рождествено-Кутайсово
Рождествено — утраченная деревянная усадьба графа Ивана Кутайсова в селе (ныне деревне) Рождествено Истринского района Московской области.
Село известно с конца XVII века как владение князей Черкасских. В 1810 году приобретено у помещиков Щепотьевых графом И. П. Кутайсовым, фаворитом покойного императора Павла I. По примеру другого отставного павловского временщика, П. Х. Обольянинова, граф решил обзавестись собственной «подмосковной», многое скопировав с обольяниновских Горушек.
С 1810 по 1823 годы новым владельцем был разбит на берегу Истры пейзажный парк, в котором построен асимметричный дом палладианской архитектуры с ионическими колоннами большого ордера, конюшни, дом церковного причта, хозяйственные службы. Деревенская церковь Рождества Христова, построенная на средства Кутайсова, стала местом упокоения его праха.

Место для усадьбы было выбрано с большим вкусом — на высоком берегу Истры, с прекрасным видом вдаль на Аносину пустынь, поверх деревьев разросшегося дико и привольно английского парка. В трёхчастное окно-дверь садового фасада, за решёткой перерезающего колонны балкона, открывается в обрамлении колонных капителей несравненный вид, особенно осенью, в солнечный день, когда багряными и золотыми оттенками загораются верхушки лип, клёнов, берёз и осин, оттенённых тёмной хвоей ёлок.— А. Н. Греч
В целом Рождествено представляло собой очень редкий для Подмосковья ансамбль деревянного классицизма. «Поразительно прежде всего впечатление сплошного обнажённого дерева в постройке крупного масштаба, широко задуманной», — писал о нём В. В. Згура. А. Н. Греч уточняет, что древесина не была замаскирована под камень, как во многих других усадьбах; это было «дерево серое, натуральное, приведенное временем к очень благородному тону, на котором выделяются белые оштукатуренные колонны портика». В парке имелись солнечные часы и «грот из дикого камня с муфтированными колоннами на гранях и стрельчатыми окнами».
После смерти Кутайсова в 1834 году имение перешло к его дочери, Надежде Ивановне, жене князя Александра Голицына из близлежащего имения Петровское, затем к их дочери Александре. Её муж Илларион Толстой в 1880 г. организовал сельскую школу. Последней владелицей имения была их дочь Надежда Танеева, мать фрейлины Анны Вырубовой, которая так вспоминала своё безмятежное детство:

Шесть месяцев в году мы проводили в родовом имении Рождествено под Москвой. Соседями были родственники — князья Голицыны и великий князь Сергей Александрович. С раннего детства мы, дети, обожали великую княгиню Елизавету Фёдоровну, которая нас баловала и ласкала, даря платья и игрушки. Часто мы ездили в Ильинское, и они приезжали к нам — на длинных линейках — со свитой пить чай на балконе и гулять в старинном парке.

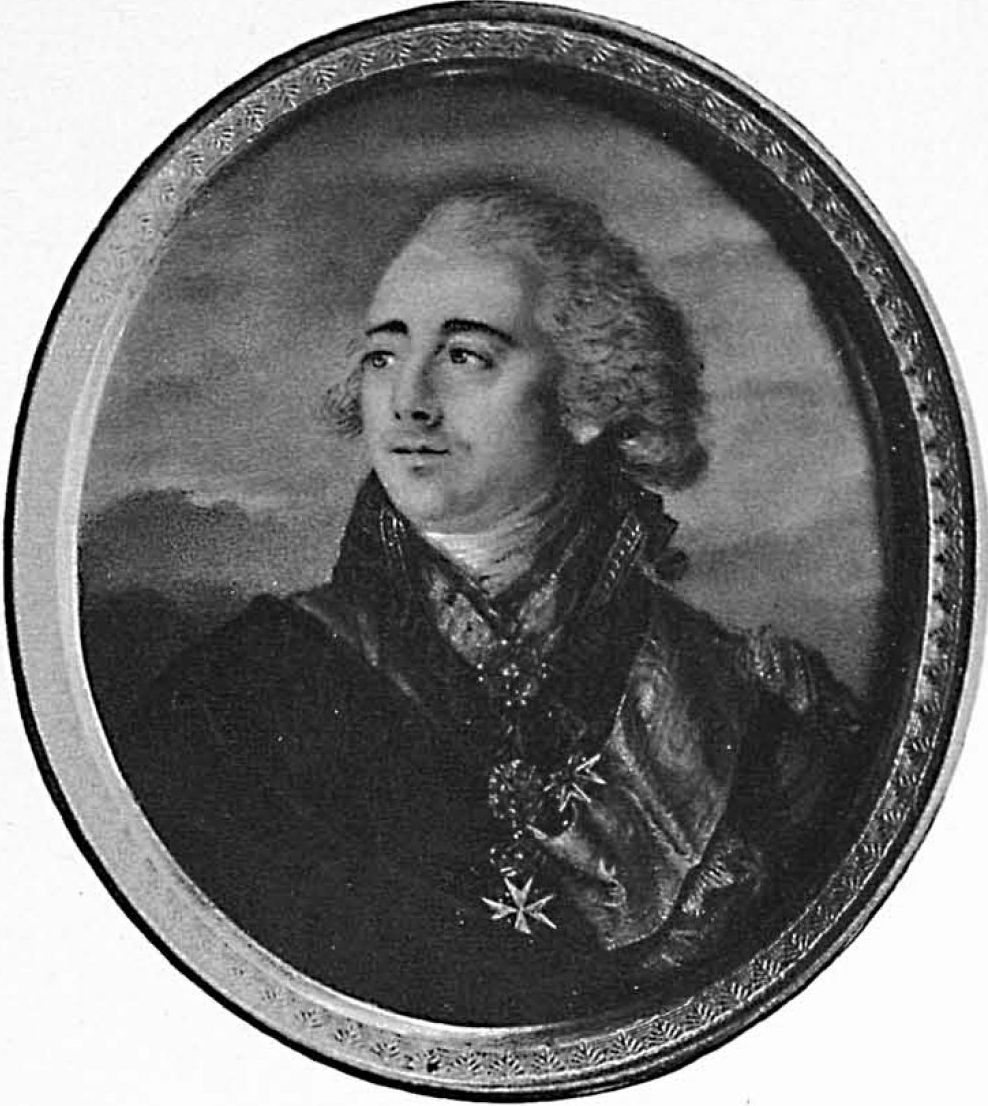
Основатель усадьбы

В 1920-е гг. ценителей старины восхищали беломраморные вазы на четырёхугольных поставцах, расставленные по сторонам аллеи: «обвитая диким виноградом, каждая из них как бы является готовым мотивом для элегической виньетки, украшающей страницу старинного альманаха». Внутри дома сохранялись «довольно эффектная зала с прекрасными карнизами и написанными пилястрами, мило убранные комнаты, по-видимому, середины XIX столетия».
Тем не менее в 1936 году бревенчатый дом был разобран и на его месте выстроен кирпичный дом отдыха «Снегири» (ныне в ведении Управления делами президента России). Сильно разрушенный за годы войны, в конце 1940-х он был реконструирован.
Из останков усадьбы, уничтоженной Советским государством, на государственную же охрану были поставлены усадебный парк с гротом, больница и школа. При церкви сохранился дом причта. В память о прежних владельцах поместья перед домом отдыха установлен бюст графа Александра Кутайсова, героя войны 1812 года.